# Champsecret
 Champsecret  es una población y comuna francesa, situada en la región de Baja Normandía, departamento de Orne, en el distrito de Alençon y cantón de Domfront.

## Demografía
| 1263 | 1097 | 965 | 1007 | 1016 | 1030 |
| Para los censos de 1962 a 1999 la población legal corresponde a la población sin duplicidades (Fuente: INSEE [Consultar]) |      |     |      |      |      |

## Puntos de interés
- Arboretum de l'Étoile des Andaines